# ليفيتسا
 ليفيتسا (بالسلوفاكية: Levice)‏ مدينة في غرب سلوفاكيا وتتبع إقليم نيترا.

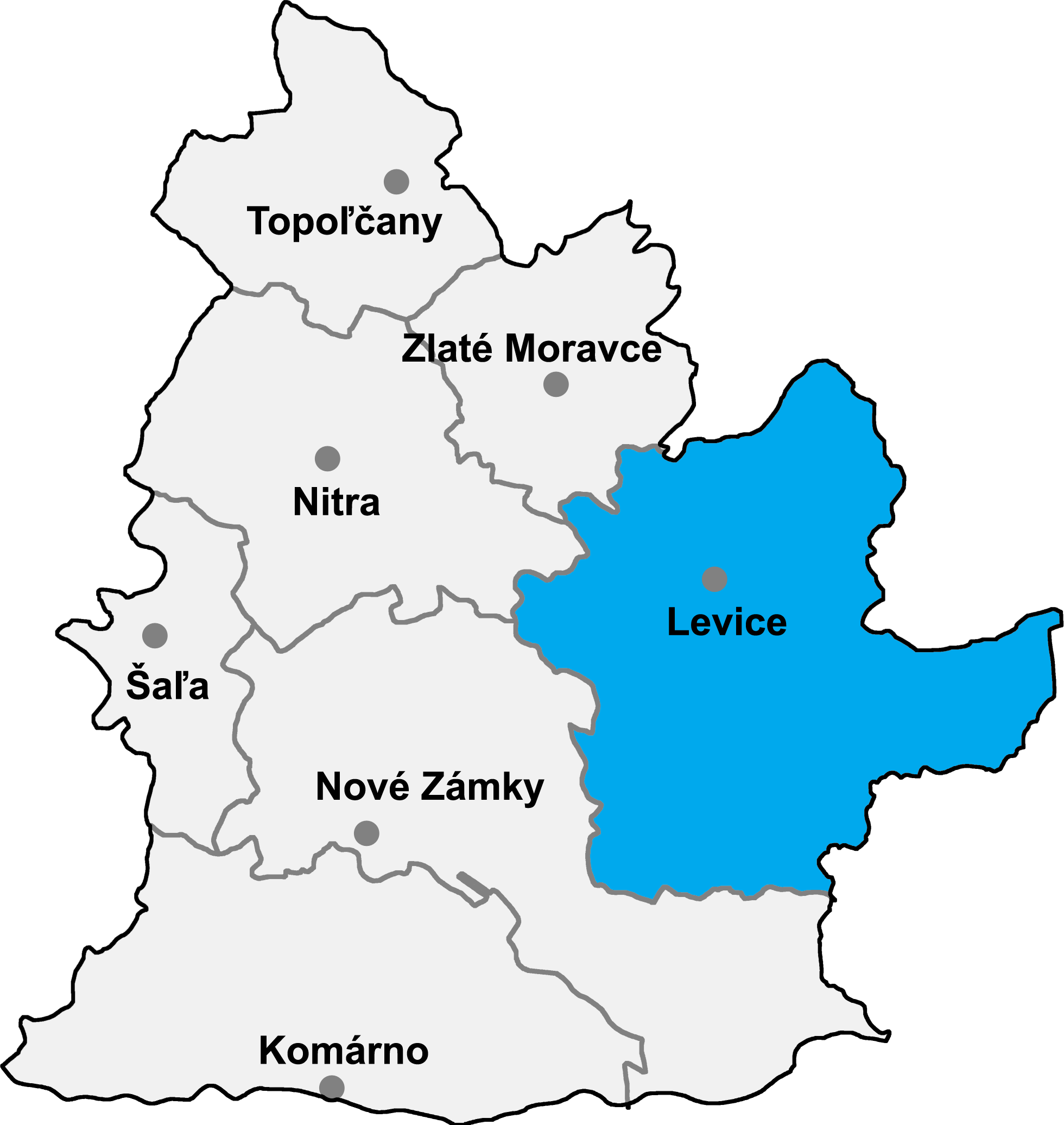
موقع ليفيتسا في إقليم نيترا

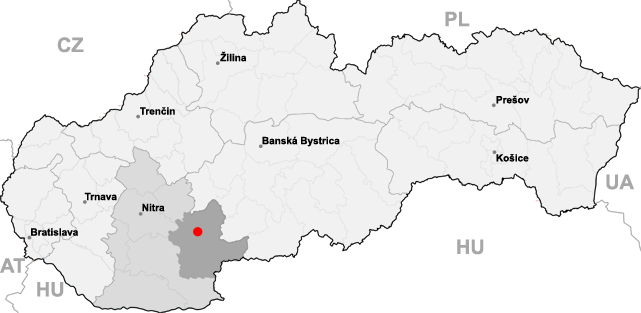
موقع ليفيتسا في سلوفاكيا

## توأمة
لليفيتسا اتفاقيات توأمة مع كل من:
- إيرد
- Boskovice [الإنجليزية]‏

## أعلام
- ريتشارد بتروشكا